# Поляци в Молдова
Поляците в Молдова (на полски: Polacy w Mołdawii; на румънски: Polonezii din Republica Moldova) са етническа група в Молдова.

## Численост сега и през годините
Преброяването на населението в Молдова (2004) посочва 2038 поляци в страната. Това представлява 2% от населението.
По времето на Молдавската съветска социалистическа република, в републиката живеят общо 4739 поляци.

## Религия
Всички поляци в Молдова са християни.